# سامانه ناوبری بیدو

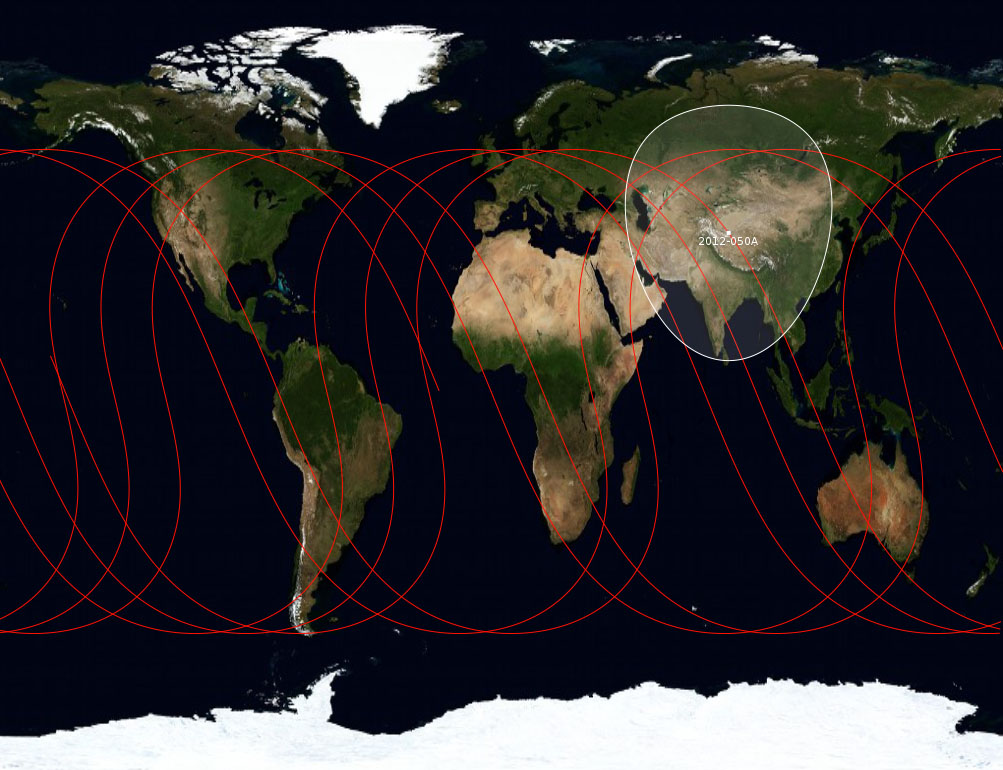
سامانه ناوبری بِیدو (به چینی 北斗卫星导航系统 پین یین: BEIDOU) یا سامانه ماهواره‌ای ناوبری بیدو (قطب نما) پروژه‌ای به‌وسیلهٔٔ چین برای توسعهٔ سامانه ناوبری ماهواره‌ای مستقل

سامانه ناوبری بِیدو (به چینی 北斗卫星导航系统 پین یین: BEIDOU) یا سامانه ماهواره‌ای ناوبری بیدو (قطب نما) پروژه‌ای به‌وسیلهٔٔ چین برای توسعهٔ سامانه ناوبری ماهواره‌ای مستقل است.
اولین سامانه بیدو که به‌طور رسمی سامانه آزمایشی ماهواره‌ای ناوبری بیدو یا بیدو-۱ خوانده می‌شد، شامل سه ماهواره با پوشش و کاربردهای محدود بود. این سامانه از سال ۲۰۰۰، خدمات ناوبری را عمدتاً برای مشتریان در چین و مناطق همسایهٔ آن، ارائه می‌داد. سامانه بیدو-۱ سال ۲۰۱۲ از رده خارج شد.
نسل دوم این سامانه به نام قطب نما یا بیدو-۲ شناخته شده‌است. بیدو-۲ در چین در دسامبر ۲۰۱۱ با ۱۰ ماهواره شروع به کار کرد و از دسامبر سال ۲۰۱۲ با گسترش حوزه فعالیت، شروع به ارائه خدمات در محدوده منطقه آسیا-اقیانوسیه نمود.
در سال ۲۰۱۵ نسل سوم این سامانه با عنوان بیدو-۳ برای رسیدن به پوشش ماهواره‌ای کامل جهانی شروع به کار کرد. ۳۵ امین و آخرین ماهواره بیدو-۳ ژوئن ۲۰۲۰ به فضا پرتاب شد. با پرتاب این ماهواره، امکان ناوبری و زمان سنجی توسط سیستم ماهواره‌ای بیدو در سراسر جهان عملیاتی شد.
چین بامداد روز دوشنبه ۲۳ سپتامبر ۲۰۱۹ دو ماهواره دیگر از سری ماهواره های ناوبری بیدو را از مرکز راه اندازی ماهواره شیچانگ در استان سیچوان با موفقیت به فضا پرتاب کرد که ۳۱۲ امین ماموریت برای موشک های حامل سری لانگ مارس بود. 